# Síakrobatika a 2022. évi téli olimpiai játékokon
A 2022. évi téli olimpiai játékokon a síakrobatika versenyszámait a pekingi Genting Snow Parkban és a Shougang síugró pályán rendezték február 3. és 19. között. A férfiaknak és a nőknek egyaránt 6–6, illetve egy vegyes versenyszámban osztottak érmeket. A vegyes síakrobatika-ugrás és a big air versenyszámok először szerepeltek a téli olimpiai játékok programjában.

## Naptár
Az időpontok helyi idő szerint (UTC+8) és magyar idő szerint (UTC+1) olvashatóak. A döntők kiemelt háttérrel vannak jelölve.
| Dátum       | Helyi idő | Magyar idő | Versenyszám                      |
| ----------- | --------- | ---------- | -------------------------------- |
| február 3.  | 18:00     | 11:00      | Női mogul, 1. selejtező          |
| február 3.  | 19:45     | 12:45      | Férfi mogul, 1. selejtező        |
| február 5.  | 18:00     | 11:00      | Férfi mogul, 2. selejtező        |
| február 5.  | 19:30     | 12:30      | Férfi mogul, döntő               |
| február 6.  | 18:00     | 11:00      | Női mogul, 2. selejtező          |
| február 6.  | 19:30     | 12:30      | Női mogul, döntő                 |
| február 7.  | 9:30      | 2:30       | Női big air, selejtező           |
| február 7.  | 13:30     | 6:30       | Férfi big air, selejtező         |
| február 8.  | 10:00     | 3:00       | Női big air, döntő               |
| február 9.  | 11:00     | 4:00       | Férfi big air, döntő             |
| február 10. | 19:00     | 12:00      | Vegyes síakrobatika-ugrás, döntő |
| február 14. | 10:00     | 3:00       | Női slopestyle, selejtező        |
| február 14. | 15:00     | 8:00       | Női ugrás, selejtező             |
| február 14. | 19:00     | 12:00      | Női ugrás, döntő                 |
| február 15. | 9:30      | 2:30       | Női slopestyle, döntő            |
| február 15. | 12:30     | 5:30       | Férfi slopestyle, selejtező      |
| február 15. | 19:00     | 12:00      | Férfi ugrás, selejtező           |
| február 16. | 9:30      | 2:30       | Férfi slopestyle, döntő          |
| február 16. | 19:00     | 12:00      | Férfi ugrás, döntő               |
| február 17. | 9:30      | 2:30       | Női félcső, selejtező            |
| február 17. | 11:30     | 4:30       | Női krossz, selejtező            |
| február 17. | 12:30     | 5:30       | Férfi félcső, selejtező          |
| február 17. | 14:00     | 7:00       | Női krossz, döntők               |
| február 18. | 9:30      | 2:30       | Női félcső, döntő                |
| február 18. | 11:45     | 4:45       | Férfi krossz, selejtező          |
| február 18. | 14:45     | 7:45       | Férfi krossz, döntők             |
| február 19. | 9:30      | 2:30       | Férfi félcső, döntő              |

## Éremtáblázat
(Az egyes számoszlopok legmagasabb értéke, vagy értékei vastagítással kiemelve.)
| A 2022. évi téli olimpiai játékok éremtáblázata síakrobatikában | A 2022. évi téli olimpiai játékok éremtáblázata síakrobatikában | A 2022. évi téli olimpiai játékok éremtáblázata síakrobatikában | A 2022. évi téli olimpiai játékok éremtáblázata síakrobatikában | A 2022. évi téli olimpiai játékok éremtáblázata síakrobatikában | Olimpia  |
| --------------------------------------------------------------- | --------------------------------------------------------------- | --------------------------------------------------------------- | --------------------------------------------------------------- | --------------------------------------------------------------- | -------- |
|                                                                 | Ország                                                          | Arany                                                           | Ezüst                                                           | Bronz                                                           | Összesen |
| 1.                                                              | Kína (CHN)                                                      | 4                                                               | 2                                                               | 0                                                               | 6        |
| 2.                                                              | Egyesült Államok (USA)                                          | 2                                                               | 4                                                               | 2                                                               | 8        |
| 3.                                                              | Svájc (SUI)                                                     | 2                                                               | 1                                                               | 2                                                               | 5        |
| 4.                                                              | Svédország (SWE)                                                | 2                                                               | 0                                                               | 2                                                               | 4        |
| 5.                                                              | Ausztrália (AUS)                                                | 1                                                               | 0                                                               | 0                                                               | 1        |
| 5.                                                              | Norvégia (NOR)                                                  | 1                                                               | 0                                                               | 0                                                               | 1        |
| 5.                                                              | Új-Zéland (NZL)                                                 | 1                                                               | 0                                                               | 0                                                               | 1        |
|                                                                 |                                                                 |                                                                 |                                                                 |                                                                 |          |
| 8.                                                              | Kanada (CAN)                                                    | 0                                                               | 3                                                               | 2                                                               | 5        |
| 9.                                                              | Fehéroroszország (BLR)                                          | 0                                                               | 1                                                               | 0                                                               | 1        |
| 9.                                                              | Franciaország (FRA)                                             | 0                                                               | 1                                                               | 0                                                               | 1        |
| 9.                                                              | Ukrajna (UKR)                                                   | 0                                                               | 1                                                               | 0                                                               | 1        |
|                                                                 |                                                                 |                                                                 |                                                                 |                                                                 |          |
| 12.                                                             | Az Orosz Olimpiai Bizottság versenyzői (ROC)                    | 0                                                               | 0                                                               | 3                                                               | 3        |
| 13.                                                             | Észtország (EST)                                                | 0                                                               | 0                                                               | 1                                                               | 1        |
| 13.                                                             | Japán (JPN)                                                     | 0                                                               | 0                                                               | 1                                                               | 1        |
|                                                                 |                                                                 |                                                                 |                                                                 |                                                                 |          |
| Összesen                                                        | Összesen                                                        | 13                                                              | 13                                                              | 13                                                              | 39       |

## Érmesek

### Férfi
| A 2022. évi téli olimpiai játékok érmesei férfi síakrobatikában |                                    |                          |                                          |                         |                                                               |                                                               |
| Versenyszám                                                     | Arany                              | Arany                    | Ezüst                                    | Ezüst                   | Bronz                                                         | Bronz                                                         |
| Ugrás                                                           | Qi Guangpu · Kína (CHN)            | 129,00                   | Oleksandr Abramenko · Ukrajna (UKR)      | 116,50                  | Ilja Burov · Az Orosz Olimpiai Bizottság versenyzői (ROC)     | 114,93                                                        |
| Big air                                                         | Birk Ruud · Norvégia (NOR)         | 187,75                   | Colby Stevenson · Egyesült Államok (USA) | 183,00                  | Henrik Harlaut · Svédország (SWE)                             | 181,00                                                        |
| Félcső                                                          | Nico Porteous · Új-Zéland (NZL)    | 93,00                    | David Wise · Egyesült Államok (USA)      | 90,75                   | Alex Ferreira · Egyesült Államok (USA)                        | 86,75                                                         |
| Mogul                                                           | Walter Wallberg · Svédország (SWE) | 83,23                    | Mikaël Kingsbury · Kanada (CAN)          | 82,18                   | Horisima Ikuma · Japán (JPN)                                  | 81,48                                                         |
| Slopestyle                                                      | Alex Hall · Egyesült Államok (USA) | 90,01                    | Nick Goepper · Egyesült Államok (USA)    | 86,48                   | Jesper Tjäder · Svédország (SWE)                              | 85,35                                                         |
| Krossz                                                          | Ryan Regez · Svájc (SUI)           | Ryan Regez · Svájc (SUI) | Alex Fiva · Svájc (SUI)                  | Alex Fiva · Svájc (SUI) | Szergej Ridzik · Az Orosz Olimpiai Bizottság versenyzői (ROC) | Szergej Ridzik · Az Orosz Olimpiai Bizottság versenyzői (ROC) |

### Női
| A 2022. évi téli olimpiai játékok érmesei női síakrobatikában |                                   |                                   |                                        |                                  |                                                                       |                                                               |
| Versenyszám                                                   | Arany                             | Arany                             | Ezüst                                  | Ezüst                            | Bronz                                                                 | Bronz                                                         |
| Ugrás                                                         | Xu Mengtao · Kína (CHN)           | 108,61                            | Hanna Huskova · Fehéroroszország (BLR) | 107,95                           | Megan Nick · Egyesült Államok (USA)                                   | 93,76                                                         |
| Big air                                                       | Eileen Gu · Kína (CHN)            | 188,25                            | Tess Ledeux · Franciaország (FRA)      | 187,50                           | Mathilde Gremaud · Svájc (SUI)                                        | 182,50                                                        |
| Félcső                                                        | Eileen Gu · Kína (CHN)            | 95,25                             | Cassie Sharpe · Kanada (CAN)           | 90,75                            | Rachael Karker · Kanada (CAN)                                         | 87,75                                                         |
| Mogul                                                         | Jakara Anthony · Ausztrália (AUS) | 83,09                             | Jaelin Kauf · Egyesült Államok (USA)   | 80,28                            | Anasztaszija Szmirnova · Az Orosz Olimpiai Bizottság versenyzői (ROC) | 77,72                                                         |
| Slopestyle                                                    | Mathilde Gremaud · Svájc (SUI)    | 86,56                             | Gu Ailing · Kína (CHN)                 | 86,23                            | Kelly Sildaru · Észtország (EST)                                      | 82,06                                                         |
| Krossz                                                        | Sandra Näslund · Svédország (SWE) | Sandra Näslund · Svédország (SWE) | Marielle Thompson · Kanada (CAN)       | Marielle Thompson · Kanada (CAN) | Fanny Smith · Svájc (SUI) · Daniela Maier · Németország (GER)         | Fanny Smith · Svájc (SUI) · Daniela Maier · Németország (GER) |

### Vegyes
| A 2022. évi téli olimpiai játékok érmesei vegyes síakrobatikában |                                                                                    |        | |        |                                                               |        |
| Versenyszám                                                      | Arany                                                                              | Arany  | Ezüst                                                                                               | Ezüst  | Bronz                                                         | Bronz  |
| Ugrás                                                            | Egyesült Államok (USA) · Ashley Caldwell · Christopher Lillis · Justin Schoenefeld | 338,34 | Kína (CHN) · Hszü Meng-tao (Xu Mengtao) · Csia Cung-jang (Jia Zongyang) · Csi Kuang-pu (Qi Guangpu) | 324,22 | Kanada (CAN) · Marion Thénault · Miha Fontaine · Lewis Irving | 290,98 |